# Jaime Reyes
Jaime Reyes (alias Blue Beetle) è un personaggio immaginario dei fumetti pubblicato negli Stati Uniti d'America dalla DC Comics; è la terza incarnazione del supereroe Blue Beetle esordito nella miniserie Crisi infinita (n. 3, febbraio 2006) e fu creato da Keith Giffen e John Rogers e dal disegnatore Cully Hamner.

## Storia editoriale
In Crisi Infinita n. 5 (marzo 2006), il personaggio divenne la terza incarnazione del supereroe Blue Beetle. La sua serie mensile debuttò un mese dopo, con Blue Beetle vol. 8 n. 1 (maggio 2006) che fu inizialmente scritta da Keith Giffen e John Rogers, con l'artista Cully Hamner. Giffen lasciò poi nel n. 10 e Rogers assunse il titolo di unico scrittore della serie, dove fu raggiunto dal nuovo artista Rafael Alberquerque. Rogers dovette poi abbandonare la serie con il n. 25, al fine di concentrarsi sulla serie televisiva Leverage - Consulenze illegali.
Dopo un paio di storie da lui scritte, Matt Sturges divenne lo scrittore principale dal n. 29, ma la serie venne poi cancellata con l'ultimo numero, che era stato programmato per essere il n. 36, nel febbraio 2009. L'editore Dan DiDio dovette cancellare la serie a causa delle poche vendite e disse che Blue Beetle era "un fumetto che cominciammo con delle alte aspettative, ma che perse il suo audience lungo la strada".
Il 12 marzo 2009, DiDio annunciò che il personaggio sarebbe stato riportato in stampa nel giugno 2009 come "co-protagonista" del più popolare fumetto Booster Gold. Se il team creativo sarebbe stato lo stesso o sarebbe stato rimpiazzato non fu chiaro, ma DiDio indicò che le storie avrebbero ripreso le redini da dove erano state lasciate nella serie precedente.

## Biografia del personaggio
Jaime vive a El Paso, Texas con suo padre, sua madre e la sua sorellina; suo padre possedeva un garage. Jaime si offrì di aiutarlo nel lavoro nel garage, ma lui glielo negò affermando che avrebbe dovuto concentrarsi sugli studi e godersi la sua infanzia finché poteva. Jaime si cacciava spesso nei guai.
Crisi infinita
Si pensò che il mistico scarabeo che diede a Dan Garrett i suoi poteri fosse stato distrutto. Quando fu trovato intatto, fu donato a Ted Kord, che non fu mai in grado di utilizzarlo. Dopo un attacco da parte di Brother Eye, lo scarabeo acquisì energia, e Ted lo portò al Mago Shazam, che lo prese e mandò via Ted. Poco dopo, nella storia Il giorno della vendetta, Shazam venne ucciso e lo scarabeo fu scagliato intorno al globo, insieme ai frammenti della Roccia dell'Eternità.
Lo scarabeo giunse sulla Terra, proprio a El Paso, nel Texas, dove fu raccolto da Jaime. Poco dopo, comparve Booster Gold a casa sua per ritrovare l'antico artefatto, per poi scoprire che questo si era fuso con la spina dorsale di Jaime mentre il ragazzo stava dormendo. Booster reclutò quindi Jaime per l'assalto di Batman al satellite di Brother Eye, dato che lo scarabeo era l'unica cosa che poteva vedere il satellite. Utilizzando il potere dello scarabeo, Jaime riuscì a trovare il satellite e a rivelarne la posizione al gruppo di Batman, permettendo loro così di distruggerlo. Una volta che Brother Eye fu scaraventato verso la Terra, Jaime scomparve dalla nave, teleportato via dallo scarabeo, che cercò di fuggire alle Lanterne Verdi presenti a bordo.
Jaime fu poi visto nella sua serie mensile, mentre combatteva contro la Lanterna Verde Guy Gardner, che fu portato all'ira dalla reazione del suo anello alla presenza dello scarabeo di Blue Beetle. Un flashback a proposito della scoperta iniziale dello scarabeo da parte di Jaime, rivelò di come lo scarabeo si legò a Jaime e mostrò il suo primo incontro con un Metaumano. Dopo il combattimento, Jaime si ritrovò da solo, e nudo, nel mezzo del deserto, e dovette tornare a casa facendo l'autostop. Dopo il suo ritorno, Jaime scoprì di essere stato via un intero anno. A differenza della maggior parte dei supereroi che nascondevano la propria identità segreta a tutti tranne che ai propri colleghi più intimi, la famiglia egli amici di Jaime sapevano tutti che lui era il terzo Blue Beetle.
Cominciò quindi una carriera supereroistica, incontrando Oracolo, lo Straniero Fantasma e il Peacemaker corrente durante le sue prime avventure. Si associò spesso a un gruppo noto come Posse, una gang di strada di super umani locali con poteri di origini magiche. La squadra di supporto di Blue Beetle accettò di recente di aiutare Jaime nel rintracciare il crimine e i disastri naturali nel Midwest via internet.
Contrariamente alle convinzioni iniziali di Jaime, si scoprì che lo scarabeo era un pezzo di una tecnologia extraterrestre. Tuttavia, l'influenza magica che coinvolse il primo contatto coi terrestri lasciò lo scarabeo "corrotto", e incapace di essere controllato dai Reach del Settore Spaziale 2. Guy Gardner fece ritorno e rivelò a Jaime come i Reach e il Corpo delle Lanterne Verdi si batterono già in passato, costringendo i Reach a una tregua. I Reach continuarono tuttavia a perseguire i loro piani d'invasione offrendo lo scarabeo come "protettore", e quindi costringendolo a trasformarsi in un ospite in preparazione del loro attacco. Questo implicò che l'intelligenza artificiale pienamente funzionante dello scarabeo agì da agente per i Reach. Dato che lo scarabeo di Jaime aveva solo una parte d'intelligenza artificiale funzionante, fallendo più e più volte nel controllarlo e formando un'alleanza con lui, i Reach cambiarono i loro piani simulando una finta amicizia con Jaime e la Terra, attaccandolo in modo più sovversivo.

### I Reach
I Reach sono antichi nemici dei Guardiani dell'Universo; tuttavia, il loro patto con i Guardiani proibì loro di invadere le altre nuove culture, inclusa la Terra. Jaime cercò recentemente aiuto nel Laboratori S.T.A.R. al fine di scoprire il pieno potere dello scarabeo. I Reach sembrarono essere anche nemici dei Controllori; il costume dello scarabeo di Jaime fu visto reagire violentemente verso il costume da Darkstars indossata dalla Manhunter Kate Spencer.
In Countdown to Final Crisis, Jaime assisté Traci Thirteen nello sventare il tentativo di Eclipso di rapire un bambino con un grande potenziale magico e di utilizzarlo come un nuovo ospite incorrotto. Dopo di ciò, Jaime e Traci si baciarono, facendo presumere ad un principio di relazione tra i due.
Jaime riprese il suo combattimento contro i Reach, utilizzando le sue qualità di salta tempo dei Bleed per attaccare tre delle loro macchine in una sola volta. Quando il tentativo fallì, Jaime attaccò la nave ammiraglia dei Reach, ma questi utilizzarono le loro armi offensive per distruggere la sua casa. Lo scoppio d'ira emotivo di Jaime a quest'attacco permise ai Reach di spegnere lo scarabeo e di rimuoverlo dal corpo del ragazzo. Jaime fu gettato in una cella di trattenimento mentre lo scarabeo fu portato sul ponte per delle analisi. Tuttavia, lo scarabeo trasferì la sua conoscenza dentro Jaime prima della sua rimozione, permettendo al giovane eroe di evadere dalla sua cella. Nel frattempo, la famiglia di Jaime, fuggita all'attacco, fu protetta da un ulteriore attacco dei Reach da Peacemaker, dai Posse, da Traci Thirteen, da La Dama, e successivamente, da Guy Gardner, Fire ed Ice. Attaccando numerose guardie e rubando loro l'armatura, Jaime si diresse ai motori, costringendo i Reach a spegnerli, e a rivelare la loro nave. Una volta catturato e portato sul ponte, Jaime urlò "Khaji Da!". Poi spiegò che nel tempo che passarono insieme, lo scarabeo sviluppò una propria personalità, e si distaccò dall'alveare centrale dei Reach. Urlando Khaji Da (gioco di parole ottenuto da Khaji, nome in codice per Infiltrato, e Da, il suo numero di serie) come nome, lo scarabeo si alleò dalla parte di Jaime contro i Reach. Mentre la battaglia continuò, e il mediatore Reach in rappresaglia della sua sconfitta scatenava un dispositivo micidiale sulla Terra; Jaime e lo scarabeo accettarono di sacrificarsi per fermare la super arma dal distruggere il pianeta natale di Jaime. All'ultimo momento, comparve Booster Gold che li salvò entrambi. Il legame con lo scarabeo fu più forte che mai, e Jaime fu lasciato a domandarsi se altri scarabei avrebbero ottenuto una propria personalità attraverso la parola Khaji Da a loro detta a proposito dell'individualità.

### Teen Titans
Jaime si alleò con i Teen Titans in Teen Titans n. 50/Blue Beetle n. 18, dove combatté Lobo insieme al gruppo per garantire il lancio del satellite armato con tecnologia anti-Reach. Gli stessi Reach assoldarono Lobo al fine di mantenere la loro facciata di protettori benevolenti; tuttavia, alla fine, Batman e i Titans credettero a Jaime. Anche se il ragazzo fu criticato per la sua mancanza di addestramento formale, i Titans gli estesero un invito per fare visita, e magari in un secondo tempo unirsi, alla squadra. I Reach tentarono di rimuovere Jaime dall'equazione, combinando la mancanza di intelligenza artificiale dello scarabeo di Jaime, un nuovo scarabeo, e l'anello giallo del potere dei Sinestro Corps in Peacemaker, costringendolo a tagliarsi lo scarabeo dalla sua spina dorsale al fine di assicurare che questo non potesse essere di nuovo utilizzato come arma.
Jaime giunse faccia a faccia contro lo Spettro, insieme a Luis, l'uomo responsabile della paralisi del padre. Dopo una visita alla sua quasi-fidanzata Traci Thirteen, Jaime capì che non poteva fermare lo Spettro dal giustiziare i carcerati. Jaime fu costretto a perdonare Luis e a tentare di ragionare con lo Spettro. Riuscendoci parzialmente, lo Spettro lo avvertì che se avesse lasciato che lo scarabeo uccidesse, lui sarebbe tornato per prenderlo.
Durante la storia "Titans of Tomorrow, Today!" in Teen Titans, Jaime accettò l'invito di visita alla squadra, solo per scoprire che una versione futura alternativa dei Titans attaccarono la Torre e riuscirono a rapire i membri chiave della Justice League. Si dimostrò poi fondamentale per la vittoria dei Titans contro i loro sé futuri e si dimostrò un eroe competente incapacitando il Flash Futuro, e liberando la JLA. Aiutò i Titans anche a sconfiggere Starro. Durante la maggior parte del conflitto contro i Titans del futuro, Jaime fu attivamente attaccato dalla versione adulta di Kid Devil, Red Devil, che affermò che non ci si poteva fidare di Jaime. D'altra parte, Lex Luthor descrisse Blue Beetle come un "incessante fastidio", una visione che aveva di lui sia nel bene che nel male, senza interesse alcuno di quanto la realtà e il mondo potessero variare intorno a lui.
Jaime fu reclutato dal Black Beetle (che si identificò originariamente come il Blue Beetle del futuro) e Dan Garrett per andare nel passato con Booster Gold per prevenire la morte di Ted Kord. Dopo aver salvato Kord, e aver rimandato Jaime e Dan a casa, il futuro si rivelò essere una distopia governata da Maxwell Lord, che fu quindi smascherato e sconfitto. Black Beetle si rivelò poi essere un nemico futuro di Jaime, che tentò di creare questo futuro così che non avrebbe mai avuto a che fare con Jaime, e così non "la avrebbe persa". In Booster Gold n. 10, vedendo i danni che erano già avvenuti a causa delle loro azioni, Ted decise di accettare la sua morte e ritornò al passato, nel momento preciso in cui fu assassinato da Max Lord, ricostituendo il giusto corso della linea temporale, prevenendo così il futuro di cui furono testimoni. Tuttavia, nell'epilogo di Booster Gold 1.000.000, una figura con uno scarabeo entrò nel palazzo delle Kord Industries dove, tra le altre cose, c'erano un Insetto e una fotografia del nemico di Kord, Overthrow. Fu presunto dalla tipica risata "Bwa-ha-ha" che si trattava di Ted Kord, che in qualche modo evase alla morte, riuscendo però a non alterare la linea temporale e a ritornare al presente.
Jaime fu visto di recente sconfiggere Shockwave, che rivelò che le Kord Industries ora appartenevano ai 100. Venne di nuovo in conflitto con Kid Devil, che nutriva ancora del rancore verso di lui sia per l'incidente dei Titans del futuro che per il suo status con Ravager. Reyes tentò di rimettere le cose a posto con Kid Devil, ma non ci riuscì poiché i loro litigi permisero a Shockwave di evadere. Durante la loro seconda battaglia con Shockwave, Kid Devil riuscì a sfruttare i poteri demoniaci del criminale e a fondere parzialmente la sua armatura, permettendo ad entrambi i ragazzi di sconfiggerlo con un attacco combinato. Questo sembrò aiutare a riparare la divergenza tra di loro. Quindi, Kid Devil chiese a Jaime se aveva notizie di Ravager, e lui rispose che aveva affrontato da solo un'intera razza aliena, ma che Ravager gli metteva paura. Kid Devil sentì che Jaime gli disse la verità, così i due si strinsero la mano e si rivelarono i propri nomi. Successivamente, alla Titans Tower, Robin offrì a Jaime la piena adesione alla squadra, cosa che il giovane Blue Beetle si sentì finalmente in condizione di accettare. Poco dopo, quando Kid Devil prese ufficialmente il nome di Red Devil, Jaime tirò fuori delle battute di natura non offensiva sul costume del suo compagno di squadra, per esempio chiamandolo "allenatore cremisi", mentre Red Devil lo inseguiva, entrambi con il sorriso sul volto.
Dopo gli eventi del massiccio crossover Crisi Finale, Kid Eternity, Static ed Aquagirl si allearono con la squadra dopo essere stati salvati dal Dark Side Club. Nonostante alcuni attriti iniziali con Static, i due divennero amici. Aquagirl cominciò a provarci con Jaime nonostante sapesse della sua relazione con Traci, spesso parlando con lui in spagnolo al fine di nascondere le sue intenzioni al resto della squadra. Nonostante fosse attratto da lei, scelse di rimanere fedele a Traci.
Dopo che Wonder Girl venne rapita dai Fearsome Five, Beetle permise riluttante a Traci di aiutare la squadra nel salvarla. Dopo la missione di salvataggio, Red Devil rimase ucciso salvando la città da un'esplosione nucleare, e Jaime fu mostrato al suo funerale, piangente il suo caro amico.
Quando Beast Boy giunse alla Titans Tower per prendere la leadership della squadra, Jaime gli saltò addosso, accusandolo ferocemente di tenere più all'amore di Raven che ad aiutare la squadra.

### Conclusione
Un gruppo di infiltrati ed un mediatore Reach invasero la scuola di danza di Jaime. Essendo stato ispirato dallo scarabeo a ribellarsi contro i loro maestri, il gruppo, chiamatosi "Khaji Da Revolution Army", riuscì a liberare la Terra distruggendo tutti coloro che potevano essere una minaccia, senza importanza sul quanto piccola, per il pianeta. Quando Jaime tentò di fermarli, lo videro come una minaccia, e lo attaccarono. Durante il combattimento, Nadia, uno dei tecnici di supporto di Jaime, rimase uccisa. Portando il combattimento in orbita, Jaime fece sì che lo scarabeo hackerasse e deattivasse il KDRA, sfortunatamente deattivando anche sé stesso per 27 giorni. Il mediatore guarì velocemente, e Jaime fu costretto a prenderlo con un tuffo kamikaze in direzione della superficie della Terra. L'impatto uccise il mediatore e ferì il giovane eroe in modo grave, anche se lo scarabeo creò uno scudo che lo protesse dalla distruzione dell'impatto. Nel giro di poche settimane, Jaime e lo scarabeo si ripresero del tutto. Lo scarabeo del negoziatore era stato, ignaro a Jaime, guarito da Hector, l'altro supporto tecnico di Jaime, che, non appena lasciò il paese, utilizzò il nome da mediatore di "Djo Zha" che un'hostess confuse con "Joshua", indicando che aveva legato con lui.

### Altre avventure
Cominciando da Booster Gold n. 21, Blue Beetle comparve in alcune storie di 10 pagine. Le storie si concentravano su un cast più piccolo di quello della serie, concentrandosi su Jaime, Paco e Brenda mentre comparve la famiglia di Jaime solo una volta. In queste storie, il rinnovamento dello scarabeo fu mostrato come più assetato di sangue di quando fosse in passato, costringendo Jaime ad utilizzare sempre più frequentemente le armi letali. Nel primo serial, Jaime affrontò la figlia androide di un vecchio super criminale.
Quindi Jaime affrontò Black Beetle, nel mezzo di un'escursione famigliare. Durante la battaglia, Black Beetle affermò di essere la futura incarnazione di Hector, in cerca di vendetta per la morte di Nadia, per poi negare tale affermazione, affermando invece di aver ucciso Hector e di avergli rubato lo scarabeo. Quando Milagro fu ferito da Black Beetle, Jaime perse le staffe, finalmente arrendendosi al suggerimento dello scarabeo di utilizzare la forza letale. Jaime infine utilizzò un raggio di tachioni per paralizzare Black Beetle, al che questi affermò di essere la versione futura di Jaime, e che avrebbe indossato lo scarabeo nero dopo che Milagro distrusse quello blu. Jaime, decidendo di prestare delle cure mediche a Milagro il più velocemente possibile, fu costretto a lasciare fuggire Black Beetle. Prima della partenza, Black Beetle disse a Jaime: "Quando vedi Ted Kord, digli da parte mia "peso morto"". Quando Jaime affermò che Td era già morto, Black Beetle replicò "Sì, lo so". Qualche giorno dopo, Milagro si riprese in ospedale, e Jaime fu lasciato profondamente disturbato dal suo incontro.
Blue Beetle di alleò anche con l'egoistico supereroe Hardware al fine di abbattere un gruppo di criminali utilizzando della tecnologia rubata all'ex criminale Edwin Alva dal secondo Gizmo. Nonostante trovò estremamente difficile lavorare con Hardware, i due riuscirono a fermare i criminali e si lasciarono da amici.
Non molto tempo dopo, gli fu fatta visita da Skeets, il partner robotico di Booster Gold, che lo avvertì della scomparsa di questi. Decidendo di allearsi con la piccola macchina per trovare Booster come forma di rispetto per l'eroe per averlo introdotto nel mondo dei supereroi, andò a casa di Rose Levin e Daniel Carter, antenati di Booster nel XXI secolo. Tuttavia, poco dopo il suo arrivo, la Lanterna Nera Ted Kord schiantò una navicella sulla casa di Daniel Carter, e Jaime si preparò a combatterlo. Anche se in svantaggio e insultato dalla Lanterna Nera, Jaime continuò a combattere finché Booster non entrò in scena.
Successivamente, si allearono insieme per distruggere la Lanterna Nera, riuscendoci sparandogli contro con una pistola a luce speciale disegnata proprio dallo stesso Kord e riuscendo a separarlo dal suo anello. Poi, portarono i resti nella Sfera del Tempo, portarono il cadavere nella Fortezza del Punto Svanente, nell'ultimo secondo dell'Universo. Qui, Jaime promise di portare avanti l'eredità di Blue Beetle e di ristabilire la squadra Blu & Oro.

### Justice League: Generation Lost
Dopo La notte più profonda, Jaime e gli altri Titans viaggiarono nella città di Dakota al fine di salvare Static dopo che fu rapito da un gangster metaumano di nome Holocaust. Jaime utilizzò il suo scarabeo per rintracciare Static, ma lui e la sua squadra furono sconfitti facilmente durante una battaglia contro il criminale, che riuscì a bloccare un raggio del cannone di Jaime e quindi lo colpì con una palla di fuoco. I Titans furono infine salvati quando Cyborg giunse con Kid Flash e Superboy.
Durante l'inizio degli eventi di Nel giorno più splendente, Deadman ebbe una visione di Jaime che stringeva la mano a Maxwell Lord, che teneva una pistola dietro la schiena. Scosso dalla quasi morte a Dakota, Jaime informò Static che aveva in mente di abbandonare temporaneamente la squadra al fine di fare visita alla sua famiglia, temendo cosa sarebbe potuto accadere se avesse potuto morire senza dire loro addio. Poco dopo essere giunto a casa, Jaime e la sua famiglia furono attaccati dagli O.M.A.C.. Con l'aiuto di Booster Gold, di Ice e di Capitan Atomo, Jaime riuscì a respingere gli O.M.A.C., ma fu accidentalmente risucchiato in una spaccatura da loro creata. Gli eroi si ritrovarono in Russia, dove Jaime seppe di Maxwell Lord e del suo tentativo di fare sì che il mondo si scordasse che fosse mai esistito. Accettò di aiutare gli ex membri della JLA a rintracciare Lord e a portarlo di fronte alla giustizia. Dopo una breve battaglia contro la Rocket Red Brigade, gli eroi scoprirono che Max Lord manipolò la squadra nella speranza che avrebbero riformato la Justice League International, con Jaime nel ruolo appartenuto per anni a Ted Kord.

## Poteri e abilità
Jaime Reyes è uno scienziato geniale sia nel campo della robotica/cibernetica sia in quello della biochimica. Lo scarabeo di Blue Beetle è innestato nella spina dorsale di Jaime e manifesta, solitamente accompagnato da un'emissione di energia blu scaturente dalle "antenne" dello scarabeo, un numero di poteri di sua spontanea volontà. Nel corso del primo anno della serie, Jaime ebbe un controllo minimo su questi poteri, ma cominciò lentamente ad affermarsi sul costume dopo questo primo anno. Quando Jaime è in pericolo, lo scarabeo si attiva, scalando la schiena del giovane e generando un'armatura high-tech intorno al suo corpo. L'armatura è sufficientemente elastica da proteggere Jaime contro l'attrito generato dall'entrata dallo spazio nell'atmosfera terrestre. Quando il pericolo passa, lo scarabeo si disattiva, dissolvendo il costume e ritraendosi di nuovo nella spina dorsale di Jaime, causando un intenso dolore.
Quando è in uso, l'armatura può riconfigurarsi per produrre una vasta gamma di armamenti. Funzioni comuni includono un cannone energetico, una spada e uno scudo, un rampino, una pistola a bio-energia (poi inclusa nei suoi guanti), un satellite avanzato di qualche tipo e un set di lame potenziate lunghe circa 30 cm che possono tagliare fino a tre tronchi contemporaneamente. In più, l'armatura può produrre un paio di ali per volare, e che possono agire anche da scudi. Jaime allude al fatto che le armi sono sufficientemente potenti da ferire persino lo Spettro, uno dei personaggi più potenti dell'universo DC, affermando che alcune potevano avere il calibro delle armi di distruzione di massa, ma il rifiuto di Jaime di utilizzare la forza letale lo trattiene da farne uso. L'armatura può anche adattare la sua tecnologia alle diverse situazioni: alcuni di questi adattamenti includono la produzione di scariche energetiche dalle mani che possono neutralizzare la magia, scariche di radiazioni di Kryptonite, la negazione delle "frequenze vibrazionali" degli oggetti extra-dimensionali per renderli invisibili, e altre funzioni assortite. Fu osservato che l'armatura può creare armamenti di diversa composizione e diverso stile. Le ali, per esempio, erano inizialmente composte dello stesso materiale blu opaco di cui è composto il resto dell'armatura, ma a cominciare da Blue Beetle n. 12 (aprile 2007), cominciarono a manifestarsi nella forma di materiale senza colore e traslucenti. Se questo è dovuto alle capacità di cambiamento dell'armatura o all'intenzione di Jaime non è chiaro. Lo scarabeo possiede anche la capacità di rintracciare chiunque o qualunque cosa sia stato/a incontrato/a precedentemente.
Lo scarabeo possiede almeno un potere che può manifestarsi sia da dormiente che da sveglio; può fornire a Jaime una forma peculiare di "vista" per percepire gli oggetti extra-dimensionali. Questa vista servirebbe teoricamente per fornire all'utilizzatore dello scarabeo le informazioni sugli avversari. Lo scarabeo è in grado di comunicare con lui in un modo più comprensibile se deve esserlo. Il linguaggio di comunicazione dello scarabeo fu lentamente cambiato in un formato simile all'inglese, affermando che Khaji Da come il proprio nome e Jaime come primo vero amico. Tuttavia, parlò occasionalmente nella sua lingua originale. L'armatura è in grado, attraverso alcuni meccanismi inspecificati o processi, di compensare il sistema digestivo del corpo di Jaime, così da non aver bisogno di espellere materiali da rifiuto quando l'armatura è attiva, e addirittura togliendo le cellule di pelle morta raccolte.
Lo scarabeo mostrò una natura inoffensiva, riluttante a far del male, come evidenziato in Blue Beetle n. 4, in cui Jaime attaccato da alcuni alberi antropomorfi, non poté utilizzare una grande forza contro di loro, finché non convinse lo scarabeo che la sua vita era in pericolo, ottenendo così il pieno controllo sull'armatura. Jaime distrusse gli alberi, anche se l'armatura espresse il suo dispiacere per ciò.

## Famiglia e amici
Jaime riceve spesso supporto e aiuto da:
- La sua famiglia ispanica, enorme, amorosa e forte;
- La sua ragazza-maga, Traci 13;
- I suoi compagni Teen Titans, come Robin e Static;

## Altre versioni
- Una versione alternativa di Jaime comparve in Justice Society of America n. 37 e 38 come parte della storia Fatherland. Ambientata 20 anni nel futuro, Jaime perse i suoi poteri dopo che Capitan Nazi e i suoi compagni criminali della supremazia bianca attivarono il Motore della Grande Oscurità, un dispositivo creato usando i poteri di Obsidian e in grado di neutralizzare la maggior parte dei metaumani nel mondo e permettere così al regime neo-nazista noto come il Quarto Reich di dominare l'America. Tenuto prigioniero insieme ai pochi supereroi mondiali sopravvissuti, Jaime fu infine ucciso dalle guardie della sicurezza dopo che queste attaccarono Mr. Terrific durante la cerimonia di esecuzione di Batman e Joker.

## Altri media

### DC Extended Universe e DC Universe

Jaime Reyes / Blue Beetle interpretato da Xolo Maridueña nell'omonimo film del 2023

- Jaime Reyes, alias Blue Beetle, è il protagonista dell'omonimo film del DC Extended Universe (DCEU) del 2023, interpretato da Xolo Maridueña.
- Nel 2023 è stato annunciato che Maridueña continuerà a interpretare Jamie Reyes anche nel DC Universe (DCU).[1][2]

### Televisione
- Jaime Reyes compare nella puntata "L'ascesa di Blue Beetle", primo episodio della serie animata Batman: The Brave and the Bold. Essendosi incontrati precedentemente, Batman chiede a Jaime di aiutarlo con la crisi nell'orbita terrestre. Batman ammise che poteva chiederlo a Lanterna Verde, ma voleva vedere se Jaime aveva o no la stoffa dell'eroe. Invece, lo scarabeo aprì un wormhole e trasportò il duo su un pianeta dove i mini abitanti veneravano l'armatura di Blue Beetle. Con l'aiuto di Batman, Jaime guidò gli alieni alla ricerca del potere dentro sé stessi per sconfiggere il loro nemico, Kanjar Ro. Comparve poi nella sequenza di riapertura in "L'invasione dei babbi Natale" aiutando Batman ad avere la meglio su Sportsmaster e i suoi scagnozzi. Durante la battaglia, si vede Jaime parlare con lo scarabeo, rivelando che solo di recente cominciò a parlare con lui. Questo portò ad un momento d'imbarazzo quando Batman lo istruì sul prendere gli scagnozzi, al che lo scarabeo gli disse qualcosa e lui rispose "Non dirmi cosa fare, Nocciolina!". Più similmente ai fumetti, quando Jaime chiede aiuto allo scarabeo, la sua prima scelta è quella di eccedere nella soluzione, ed è quindi compito di Jaime scegliere un'opzione meno violenta. Dopo che Sportmaster venne sconfitto, Blue Beetle offrì a Batman l'invito a cena a casa della sua famiglia, ma il Cavaliere Oscuro rifiutò. Ricomparve ancora in "La caduta di Blue Beetle" dove si alleò con Batman, seppe cos'era accaduto al suo predecessore, e sconfisse Jarvis Kord quando lo combatterono sulla Science Island. Questa versione di Blue Beetle ha una controparte malvagia che fa parte del Sindacato dell'Ingiustizia, Scarlet Scarab, come visto nell'episodio "Il mondo parallelo". Questa versione è molto disturbata, infatti affermò di avere il cuore di un eroe all'interno di un barattolo di marmellata nel suo armadietto. Il vero Jaime comparve in "Game over, gufo nero" cacciando Batman quando Owlman ne assunse l'identità per commettere crimini. Comparve anche in "La notte di Huntress". Jaime stava per entrare all'Università di Gotham quando Baby Face causò un'evasione dalla prigione. Lui giunse con Batman e la Cacciatrice per fermare Baby Face e sua moglie. Cominciò a sviluppare una cotta per la Cacciatrice che, quando non faceva la supereroina, era un'insegnante dell'Università. Questo inibì occasionalmente il suo giudizio e le sue abilità come Blue Beetle. Nell'episodio "La vendetta dei the Reach", utilizzò il "Bug" del secondo Blue Beetle come mezzo di trasporto quando lo utilizzò per trasportare Evil Star su Oa. In quest'episodio, i Reach attivarono la loro ostilità programmando l'armatura, e Jaime fu costretto a sopraffarla attraverso la forza di volontà. Riuscì infine a sovraccaricare il programma dei Reach, e, con l'aiuto delle Lanterne Verdi, sconfisse altri alieni infettati dai Reach, e lo scarabeo accettò Jaime come il suo unico vero padrone. Si alleò con Aquaman per combattere Planet Master in "Avventura strepistosa per Aquaman". Successivamente, all'inizio di "The Power of Shazam!", Blue Beetle fu attaccato da un Faceless Hunter, che mise una spora di Starro sulla sua faccia, mettendolo sotto il comando del Conquistatore intergalattico. Lo si vide poi combattere al fianco del resto degli eroi della Terra controllati in "La Terra sotto assedio" contro Batman, Firestorm, Capitan Marvel, B'wana Beast e Booster Gold e Skeets.
- Il personaggio appare nella seconda stagione della serie animata Young Justice.
- Geoff Johns annunciò dal suo account Twitter che ci sarà una versione dal vivo di Blue Beetle con Jaime Reyes come Blue Beetle.
- In aggiunta ad uno show, Geoff Johns scriverà un episodio di Smallville che vedrà protagonisti Booster Gold e Jaime Reyes.

### Videogiochi
- Jaime Reyes (come Blue Beetle) sarà un personaggio giocabile in Batman: The Brave and The Bold - Il Videogioco.
- Jaime Reyes è il nome di un personaggio dell'universo di Deus Ex. Non ha nessun collegamento con Blue Beetle, a parte il nome.
- Blue Beetle compare come personaggio giocabile in Injustice 2.